# Mihail Kogălniceanu (Constanța)
Mihail Kogălniceanu é uma comuna romena localizada no distrito de Constanţa, na região de Dobruja. A comuna possui uma área de 160.97 km² e sua população era de 10109 habitantes segundo o censo de 2007.